# Nina Repetowska
Nina Repetowska (ur. 1940) – polska aktorka Teatru im. Juliusza Słowackiego w Krakowie, absolwentka Wydziału Lalkarskiego i Wydziału Aktorskiego PWST w Krakowie, aktorka Teatru Rozmaitości, Bagatela, Ludowym, STU i Teatrze im. J. Słowackiego, była prezes krakowskiego oddziału ZASP. Dyrektor artystyczny w Teatrze im. Tadeusza Boya-Żeleńskiego w Krakowie (1993-1998).
W 1968 otrzymała nagrodę publiczności na Ogólnopolskim Festiwalu Teatrów Jednego Aktora we Wrocławiu. Wystąpiła w filmach Włodzimierza Gawrońskiego o Józefie Szwejku, pojawiła się też w jednym z odcinków serialu Kryminalni.
W 2008 została odznaczona Srebrnym Medalem „Zasłużony Kulturze Gloria Artis”.

## Filmografia
- 1978: Wysokie loty
- 1995: Opowieść o Józefie Szwejku i jego najjaśniejszej epoce − pułkownikowa (odc. 5)
- 1996: Opowieść o Józefie Szwejku i jego drodze na front − hrabina (odc. 1)
- 1999: Przygody dobrego wojaka Szwejka
- 2005: Kryminalni − sąsiadka Orliczów (odc. 33)